# 天堂园站
伊甸園站是一座布拉格地铁B线的地铁站。“Rajská zahrada”在捷克语中的字面意思是“伊甸園”。